# 榊真子
榊真子（日语：／ Sakaki Mako，1999年12月2日—），日本前寫真偶像。於神奈川縣出身。所屬事務所為「奧賽羅合同會社」（オセロ合同会社）。

## 生平
2015年3月27日，榊推出自己首部寫真DVD《美少女傳說》（美少女伝説），並於當中以身穿泳衣的姿態登場。同月前往沖繩，在那開展寫真拍攝工作，以此在6月19日推出作品《同班同學》（クラスメイト）。它同樣收錄以泳衣裝扮出鏡的榊，除此之外她也以身着校服的姿態進行拍攝。2個月後，她的寫真DVD《放學後 榊真子同好會》（放課後 榊まこ 同好会）開售，它的部分場景在海灘拍攝。10月30日，她發表作品《美少女傳說 真子姬》（美少女伝説 まこ姫），於當中以扮演成灰姑娘的樣子出鏡。
2016年1月29日，榊的寫真DVD《美少女傳說 天使大人》（美少女伝説 天使さま）於市面公開，此作運用到了呼拉圈去輔助拍攝。次月，她於秋葉原出席這部作品的發售紀念活動。4月29日，她的寫真DVD《美少女傳說 真子真子炭♪》（美少女伝説 てくまこまこたん♪）開售，於當中以身穿校園泳衣的樣子亮相。6月24日，她跟寫真偶像佐佐野愛美的共演作品《純吻》（ぴゅあkiss）於市面發行，這部作品收錄了兩人穿上比基尼後的樣子。她及後亦跟寫真偶像秋吉美來合作，推出共演作品《美少女傳說 NeatGirl》（美少女伝説 NeatGirl）。
同年8月，她發表寫真DVD《美少女傳說 喜歡你》（美少女伝説 Like you）。這部作品具有一定劇情，榊在當中飾演觀眾的朋友。10月28日，她跟寫真偶像西山乃利子的共演作《美少女傳說 真子與乃利子跟熊先生的大冒險》（美少女伝説 まことのりことクマたんの大冒険）開售，這部作品以「泰迪熊出現自主意識」的展開為主軸。次月，她推出寫真DVD《美少女傳說 小兔皮比》（美少女伝説 うさぴっぴ），觀眾能從中觀賞扮演成兔子的榊。12月23日，她跟佐佐野愛美共演的非戲院首映電影《夏日海洋！》（サマーオーシャン！）正式發行，於當中飾演春奈這名女高中生。她在2017年亦舉辦過數場攝影會。6月16日，她以學業及人生規劃為由，宣布暫停偶像活動。

## 外部連結
- 榊真子的Ameblo網誌 （页面存档备份，存于）（日語）
- 榊真子的X（前Twitter）（日語）